# لیگ دسته سوم فوتبال ایران ۰۲-۱۴۰۱
لیگ دسته سوم فوتبال ایران ۰۲–۱۴۰۱، چهارمین سطح لیگ‌های فوتبال در ایران در فصل ۰۲–۱۴۰۱ پس از لیگ برتر، لیگ آزادگان و لیگ ۲ بود. این لیگ از ۷ آبان ۱۴۰۱ آغاز شد و ۱۰ شهریور ۱۴۰۲ پایان یافت.
در مجموع ۸۵ تیم (۶۵ تیم در مرحله اول در ۵ گروه مختلف، ۲۰ تیم در مرحله دوم) در رقابت‌های این فصل به رقابت پرداختند.